# Resolutie 1946 Veiligheidsraad Verenigde Naties
Resolutie 1946 van de Veiligheidsraad van de Verenigde Naties is een resolutie die op 15 oktober 2010 werd aangenomen door de VN-Veiligheidsraad.
Dat gebeurde unaniem en middels deze resolutie werden de embargo's op wapens en diamant tegen Ivoorkust, alsook het panel van experts dat de wapentrafiek naar dat land onder de loep nam, met een half jaar verlengd.

## Achtergrond
In 2002 brak in Ivoorkust een burgeroorlog uit tussen de regering in het christelijke zuiden en rebellen in het islamitische noorden van het land. In 2003 leidden onderhandelingen tot de vorming van een regering van nationale eenheid en waren er Franse en VN-troepen aanwezig. In 2004 zegden de rebellen hun vertrouwen in de regering op en namen opnieuw de wapens op. Het noorden van het land werd voornamelijk door deze Forces Nouvelles gecontroleerd. Er werden illegaal diamanten uitgevoerd via de buurlanden en wapens ingevoerd via Burkina Faso, zo concludeerden VN-experts.

## Inhoud

### Waarnemingen
De maatregelen die met de resoluties 1572 en 1643 waren opgelegd droegen hun steentje bij aan de stabiliteit van Ivoorkust en de aanstaande presidentsverkiezingen aldaar, en ondersteunden alzo het vredesproces in het land.
Onder bemiddelaar president Blaise Compaoré van Burkina Faso was de kiezerslijst opgericht en gecertifieerd en er werd op de betrokkenen aangedrongen dat de verkiezingen op 31 oktober 2010 in open, vrije, eerlijke en transparante omstandigheden en tijdig zouden plaatsvinden.
Ondanks een algemene verbetering werden echter nog steeds veel schendingen van de mensenrechten, waaronder seksueel geweld, vastgesteld.
Deze werden nadrukkelijk veroordeeld en de Raad benadrukte dat de daders moesten worden berecht.

### Handelingen
De Veiligheidsraad verlengde het wapenembargo en de financiële- en reisbeperkingen tegen Ivoorkust en het verbod van andere landen om ruwe diamant uit Ivoorkust in te voeren tot 30 april 2011.
Na deze periode zouden deze maatregelen opnieuw geëvalueerd worden aan de hand van de met de verkiezingen geboekte vooruitgang en de mijlpalen in het vredesproces.
Ook werd van de partijen van het Politiek Akkoord van Ouagadougou geëist dat ze de groep van experts ongehinderde toegang verleenden tot eender welke plaats en eender welk materieel.
Verder werd beslist dat het wapenembargo niet zou gelden voor niet-dodelijke uitrusting voor de Ivoriaanse ordediensten.
Voorts bleven specifieke maatregelen tegen personen die het vredesproces in de weg stonden een optie.
Er rees bezorgdheid over de mediarapporten van UNOCI die stelden dat een aantal media in Ivoorkust aanzetten tot geweld en verderzetting van het conflict.
De Veiligheidsraad verlengde ook het mandaat van de groep van experts die onderzoek deden naar schendingen van het wapenembargo tot 30 april 2011.
De groep werd ook gevraagd tegen het einde van het nieuwe mandaat opnieuw te rapporteren en aanbevelingen te doen.
Ten slotte werden de secretaris-generaal (in verband met UNOCI) en Frankrijk (dat ook troepen ter plaatse had) gevraagd informatie over wapenleveringen te blijven doorspelen en werd het Kimberley-Proces gevraagd hetzelfde te doen in verband met illegale diamantuitvoer.

## Verwante resoluties
- Resolutie 1933 Veiligheidsraad Verenigde Naties
- Resolutie 1942 Veiligheidsraad Verenigde Naties
- Resolutie 1951 Veiligheidsraad Verenigde Naties
- Resolutie 1962 Veiligheidsraad Verenigde Naties

Lijst ·  1908 ·  1909 ·  1910 ·  1911 ·  1912 ·  1913 ·  1914 ·  1915 ·  1916 ·  1917 ·  1918 ·  1919 ·  1920 ·  1921 ·  1922 ·  1923 ·  1924 ·  1925 ·  1926 ·  1927 ·  1928 ·  1929 ·  1930 ·  1931 ·  1932 ·  1933 ·  1934 ·  1935 ·  1936 ·  1937 ·  1938 ·  1939 ·  1940 ·  1941 ·  1942 ·  1943 ·  1944 ·  1945 ·  1946 ·  1947 ·  1948 ·  1949 ·  1950 ·  1951 ·  1952 ·  1953 ·  1954 ·  1955 ·  1956 ·  1957 ·  1958 ·  1959 ·  1960 ·  1961 ·  1962 ·  1963 ·  1964 ·  1965 ·  1966